# Óc (thực phẩm)

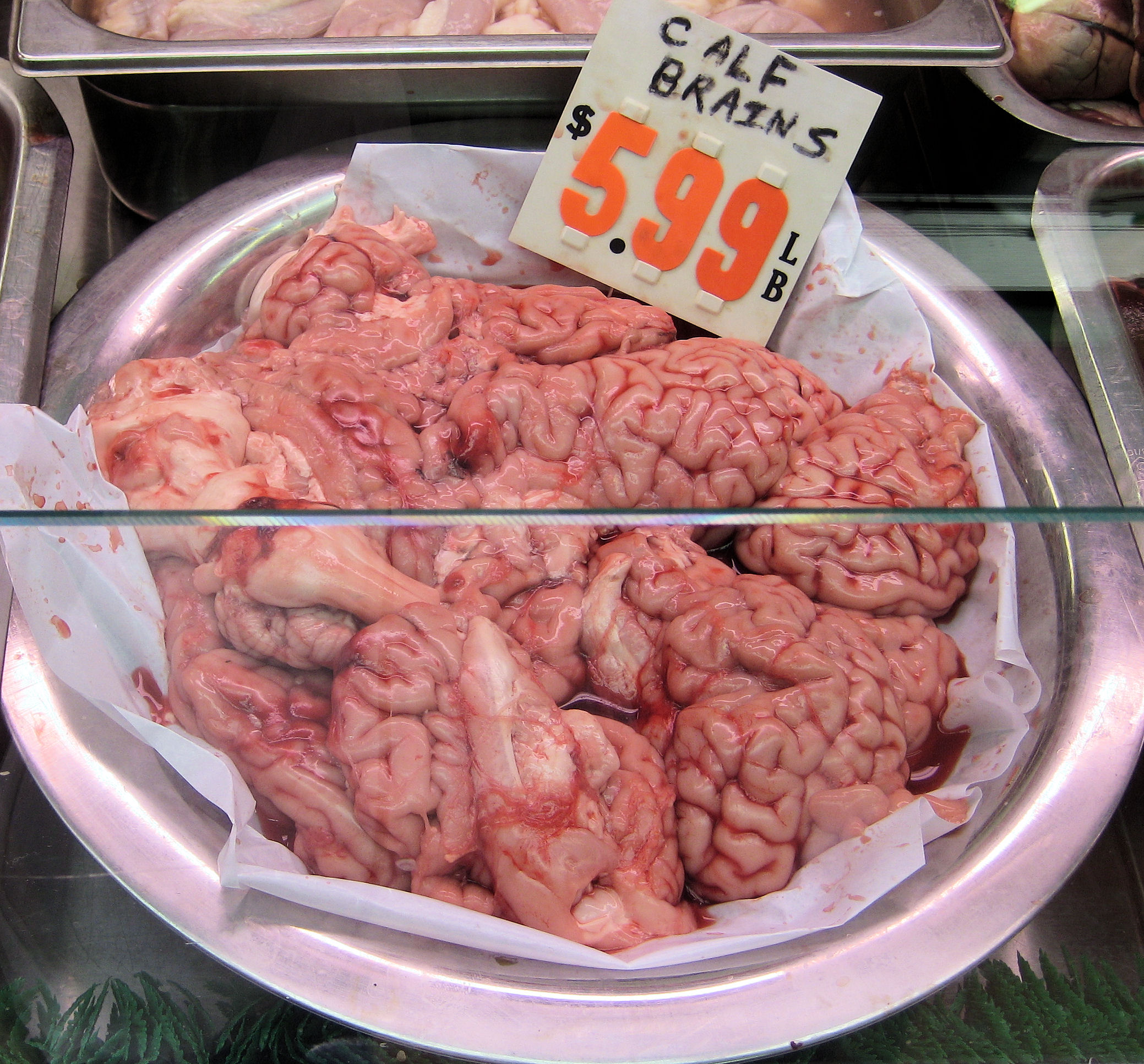
Óc bò

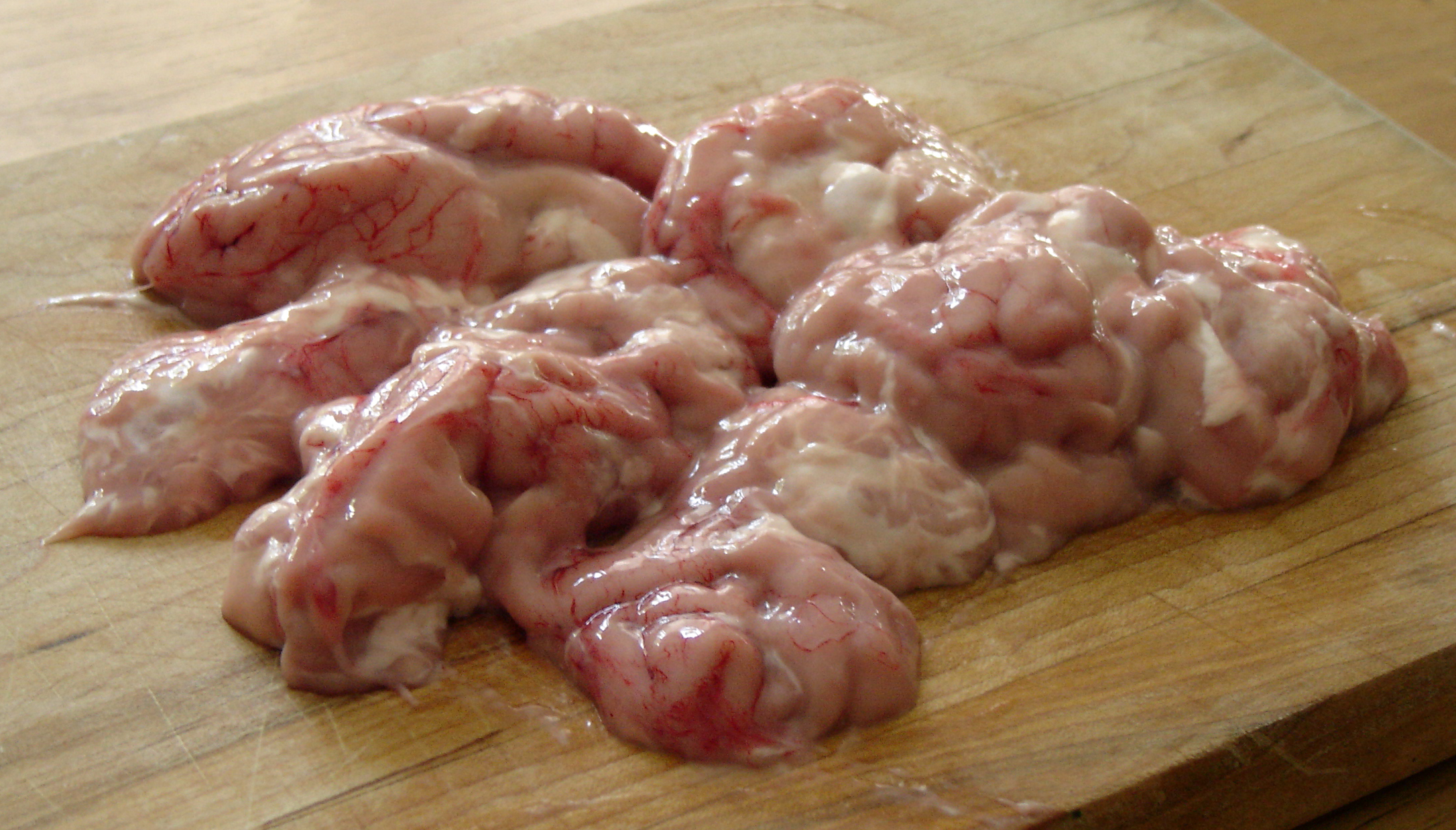
Óc heo

Óc hay não động vật, như hầu hết các cơ quan khác nội tạng có thể phục vụ như một món ăn dinh dưỡng. Các loại óc được ăn phổ biến trên thế giới có thể kể đến óc heo, óc sóc, óc ngựa, óc trâu, óc bò, óc khỉ, óc gà, óc dê. Trong nhiều nền văn hóa, các loại khác nhau của não được coi là một món ăn đặc sản.

## Thành phần dinh dưỡng của óc
DHA, một axit béo omega-3 quan trọng, được tìm thấy tập trung trong não động vật có vú. Ví dụ, theo trang web dữ liệu dinh dưỡng SELF của Condé Nast, 3 oz. (85 g) óc bò nấu chín có chứa 727 mg DHA. Để so sánh, NIH (viện sức khỏe quốc gia Hoa Kỳ) đã xác định rằng trẻ nhỏ cần ít nhất 150 mg DHA mỗi ngày, và phụ nữ mang thai và cho con bú cần ít nhất 300 mg DHA.

### Chất béo và cholesterol
Óc động vật chứa khoảng 12% chất béo, hầu hết trong số đó nằm ở các myelin (mà chính nó là 70-80% chất béo). Tỷ lệ axit béo cụ thể sẽ phụ thuộc một phần vào chế độ ăn của động vật nơi chúng được chăn nuôi. Óc động vật cũng chứa lượng cholesterol rất cao. Ví dụ, một hộp "Óc heo sốt sữa tươi" 140g, ăn hết trong một lần, chứa 3500 mg cholesterol, có tỉ lệ lên tới 1170% so với USRDA.

## Văn hóa ăn óc
Óc động vật có mặt trong ẩm thực nước Pháp, tiêu biểu như món cervelle de veau và tête de veau. Một món ăn từ óc tên là Magaj phổ biến tại Gujurat, Pakistan, Bangladesh. Một món tương tự khác tại Mexicô là tacos de sesos. Bộ lạc Anyang vùng Cameroon có tập tục cho tù trưởng mới bổ nhiệm ăn não của một con gorilla vừa săn được trong khi một thành viên cao cấp khác của bộ lạc ăn tim. Ẩm thực Indonesia, đặc biệt là vùng Minangkabau, thường phục vụ món "óc bò nước cốt dừa", gọi là gulai otak (cari óc bò). Trong ẩm thực Cuba, "óc chiên" được làm từ óc xắt nhỏ lăn bột xù chiên giòn.
Một số bằng chứng khảo cổ học cho thấy rằng các nghi lễ tang của người Neanderthal thuộc châu Âu cũng liên quan tới việc ăn não.